# Нужево
Нужево (пол. Nużewo) — село в Польщі, у гміні Цеханув Цехановського повіту Мазовецького воєводства.
Населення — 267 осіб (2011).
У 1975-1998 роках село належало до Цехановського воєводства.

## Демографія
Демографічна структура станом на 31 березня 2011 року:
|          | Загалом | Допрацездатний вік | Працездатний вік | Постпрацездатний вік |
| -------- | ------- | ------------------ | ---------------- | -------------------- |
| Чоловіки | 128     | 21                 | 95               | 12                   |
| Жінки    | 139     | 25                 | 80               | 34                   |
| Разом    | 267     | 46                 | 175              | 46                   |